# ريتشارد دبليو. جونسون
ريتشارد دبليو. جونسون (بالإنجليزية: Richard W. Johnson)‏ هو عالم محيطات أمريكي، ولد في 1929 في إل كاجون في الولايات المتحدة، وتوفي في 11 يناير 2016.